# Zollhaus Herrnburg

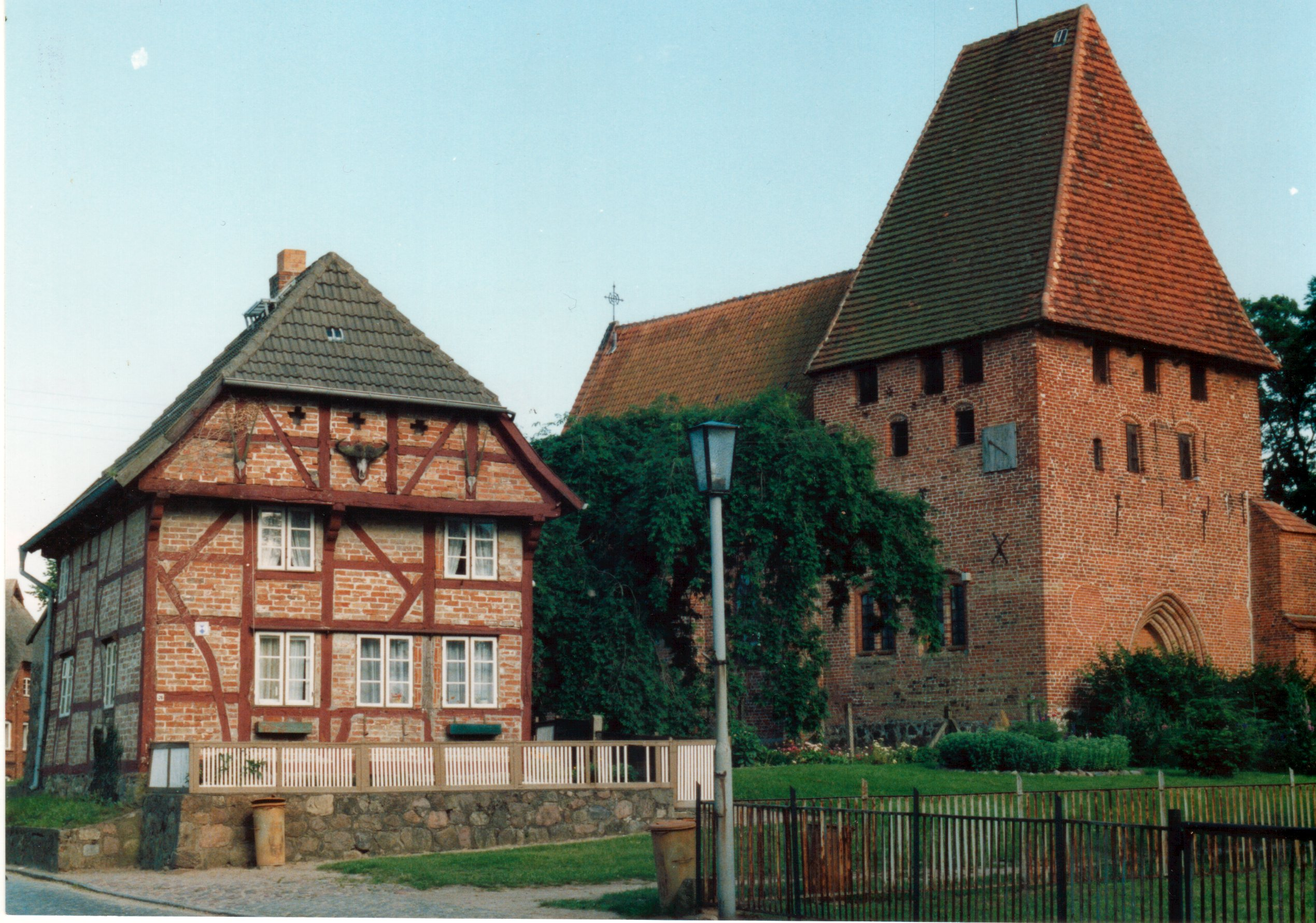
Altes Zollhaus neben der Kirche von Herrnburg

Das Alte Zollhaus in Herrnburg ist das älteste heute noch stehende Wohnhaus in dem mecklenburgischen Grenzort zur Hansestadt Lübeck.
Es entstand als Kapelle an der Landstraße nach Schwerin. Das heutige Gebäude wurde 1783 auf den Fundamenten der Vorgängerkapelle als zweigeschossiger Fachwerkbau neben der Dorfkirche Herrnburg zunächst wiederum als Kapelle errichtet. Dabei wurden offensichtlich nicht nur die Backsteine des Vorgängerbaus im Klosterformat wiederverwandt, auch eine Terrakotte des Lübecker Bildhauers Statius von Düren aus der Zeit von um 1550 wurde an der Längsseite zur Straße hin mit eingebaut. Die Lage am bedeutenden alten Pilgerweg nach Wilsnack und die Lage des Grundstücks in einer Innenkurve der Straße hebt das Zollhaus im Ortsbild hervor. Herrnburg ist nur durch den Landgraben der Lübecker Landwehr als geografische Grenze von Lübeck getrennt. Auf Lübecker Seite wurde am Brandenbaum als Schlagbaum kontrolliert.
Die den Baukörper überkragende Dachkonstruktion wird im Bereich der Giebel seit den 1930er Jahren noch durch angebrachte Trophäen von Großwild aus Afrika in besonders extravaganter Weise betont.
Nach der Sanierung des Gebäudes Mitte der 1990er Jahre wurde es bis 2012 als Galerie genutzt.
Von 2013 bis 2019 wurde das Alte Zollhaus von einem Geigenbauer und seiner Familie bewohnt und als Werkstatt genutzt. Bis zum Umzug in die neue Werkstatt (im Pastorat Herrnburg) wurden dort historische Streichinstrumente und Bögen gebaut.